# 기마전

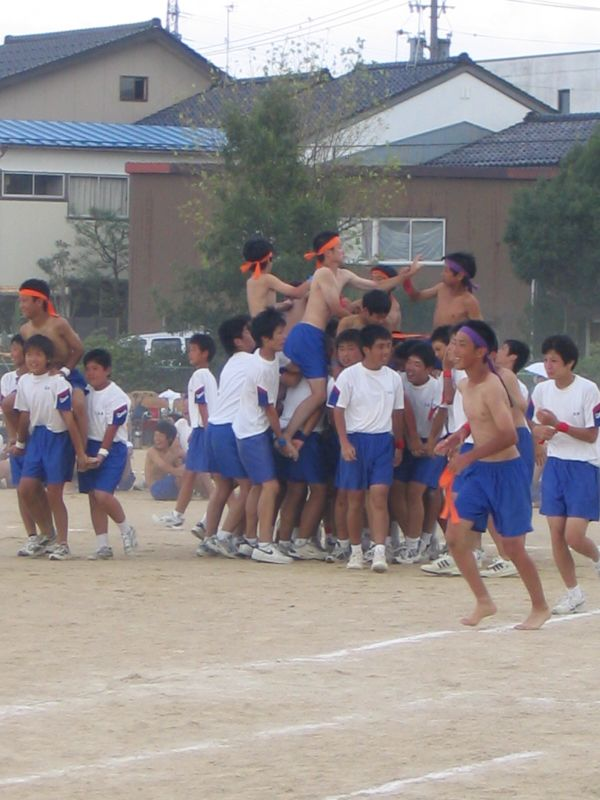
기마전에 참가하는 중학생들

기마전(騎馬戰)은 4명이 한 조가 되어 3명이 말이 되어 그 위에 한명을 목말로 태운다. 다른 조의 모자를 벗기거나 떨어뜨리면 승리하는 경기이다.

## 같이 보기
- 기마